# Al-Farghani
Pour les articles homonymes, voir Alfraganus.
Abu'l-Abbas Ahmad ibn Muhammad ibn Kathir al-Farghani, connu sous le nom d' Alfraganus ou Alfergani, né à Ferghana en Sogdiane (actuel Ouzbékistan), et mort après 861 en Égypte est un astronome du califat abbasside au IXe siècle.

## Biographie

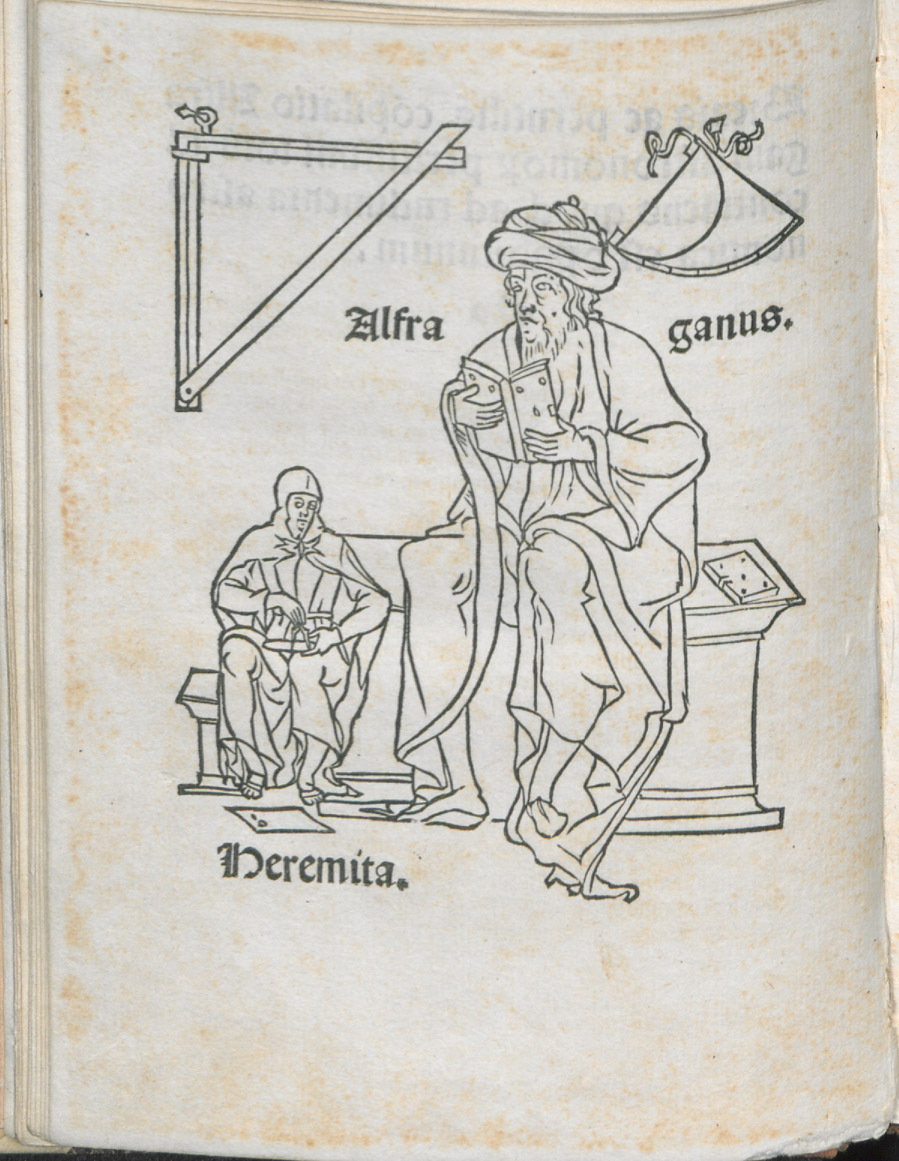
Portrait d'Afraganus, en Compilatio astronomica, 1493

Al-Farghani est un savant né dans la province de Grand Khorassan. Il travailla dans l'équipe de savants réunis par le calife Al-Ma’mūn (813-833) qui organisa un grand programme d'observations célestes et de mesures de la terre.
Entre 833 et 857, il rédigea Kitab fi Jawani (« Compendium sur la science des astres », ou « Éléments d'astronomie » selon les traductions). C’était avant tout un abrégé de la cosmographie de Ptolémée, la présentant pour la première fois de manière plus descriptive que mathématique ; toutefois, il corrigeait aussi l' Almageste en s’appuyant sur les observations d’autres astronomes persans. Alfraganus proposa ainsi de nouvelles valeurs pour l’inclinaison de l’écliptique, le mouvement de précession des apogées du soleil et de la lune et la circonférence de la Terre[réf. nécessaire]. Alfraganus recalcula les distances des planètes à la Terre à partir des données de L'Amalgeste, obtenant des valeurs similaires. Ce livre connut une large diffusion dans le monde musulman et eut une grande influence sur l'enseignement du système de Ptolémée. Il est traduit en latin par Gérard de Crémone et Jean de Séville au XIIe siècle. La traduction du premier, Éléments d'astronomie, fut à la base du célèbre ouvrage La Sphère de Johannes de Sacrobosco, qui connut plus de 200 éditions et servit d'ouvrage d'enseignement dans les universités européennes jusqu'au XVIIe siècle.
Il composa, outre son introduction à l'astronomie, deux autres ouvrages, sur les cadrans solaires et l'astrolabe.
Le cratère lunaire Alfraganus fut nommé ainsi pour lui rendre hommage.

### Al Farghani et Christophe Colomb
Le calcul du degré de latitude par Al Fargani (56 milles nautiques et 2/3) fut repris par Christophe Colomb pour calculer la circonférence de la Terre. Al Fargani parlait de mille nautique, mais C. Colomb crut que Al Fargani parlait de mille romain et convertit donc son estimation à 45 milles nautiques. C'est à partir de ce calcul que Colomb parvient à convaincre les souverains espagnols de la faisabilité du voyage jusqu'en Inde par l'Atlantique, puisqu'il donnait une distance des îles Canaries au Japon de 4.450km. En fait, Colomb se trompe - volontairement ou involontairement (?) - puisqu'il a converti le mille arabe en mille italien qui était inférieur d'1/3.

## Ouvrages
- Muhamedis Alfragani, Arabis chronologica et astronomica elementa, e palatinae bibliothecae & veteribus libris versa, expleta, et scholiis expolita : Additus est commentarius, qui rationem calendarii romani, aegyptiaci, arabici, persici, syriaci & hebraei explicat, ..., Andreae Wecheliheredes, Claudium Marnium, & Ioann. Aubrium, Francofurdi, 1590 (lire en ligne)
- Al-Farghânî, Kitâb Cevâmi’ ‘İlm el-Nücûm ve Usûl el-Harekât, (manuscrit), Istanbul, Carullah, 1279/30 (384a - 393a).
- Al-Farghânî, Kitâb el-Fusûl el-Mudhâl fî Mecistî, (manuscrit), Istanbul, Ayasofya, 2843/2 (61a - 102a, 772 H.).
- Al-Farghânî, Jawâmi’ ‘İlm al-Nujûm wa-Usûl al-Harakât al-Samâwîya, traduit en Latin par Jacob Golius, Frankfurt 1986.
- El-Fergânî, The Elements of Astronomy, textual analysis, traduit en Turc, critical edition & facsimile par Yavuz Unat, édité par Şinasi Tekin & Gönül Alpay Tekin, Harvard University 1998.